# Constante Gomes Sodré
Constante Gomes Sodré (São Mateus, 22 de dezembro de
1850 — 29 de setembro de 1921) foi um político brasileiro.

## Biografia
Filho de José Gomes Sodré e de Rosa Gomes da Cunha Sodré. Pertenciam ambos a famílias das mais antigas da oligarquia mateense – Gomes e Cunha – ligadas entre si por numerosos casamentos. Rosa era irmã de Antônio Rodrigues da Cunha, barão de Aimoré.
Em 1867, frequentou a Escola de Marinha no Rio de Janeiro e no ano seguinte foi promovido a guarda-marinha, posto no qual visitou a África em 1870, passando depois por Montevidéu. Ainda como guarda-marinha contribuiu em sua província natal para a edificação de faróis.
Foi o terceiro presidente do estado do Espírito Santo, indicado pelo presidente Deodoro da Fonseca, e governou o estado de 9 de setembro a 20 de novembro de 1890.
Foi eleito vice-presidente em 1896, assumindo o governo devido à renúncia de Graciano dos Santos Neves, de 23 de setembro de 1897 a 6 de janeiro de 1898.
Casou-se com Ana Barbosa, e o casal não teve descendência. Faleceu em 29 de setembro de 1921.